# Seznam prefektů Kongregace pro katolickou výchovu
Toto je seznam prefektů Kongregace pro katolickou výchovu a kongregací, které byly jejími předchůdkyněmi (od reformy Lva XII. roku 1824).
- Francesco Bertazzoli (1824–1830)
- Placido Zurla (1830–1834)
- Luigi Lambruschini (1834–1845)
- Giuseppe Mezzofanti (1845–1848)
- Carlo Vizzardelli (1848–1851)
- Raffele Fornari (1851–1854)
- Giovanni Brunelli (1854–1856)
- Vincenzo Santucci (1856–1861)
- Karl August von Reisach (1861–1869)
- Annibale Capalti (1870–1877)
- Lorenzo Nina (proprefekt 1877–1878)
- Antonino de Luca (1978–1883)
- Giuseppe Pecci (1884–1887)
- Tommaso Zigliara (1887–1893)
- Camillo Mazella (1893–1897)
- Francesco Satolli (1897–1910)
- Beniamino Cavicchioni (1910–1911)
- Francesco di Paola Cassetta (1911–1914)
- Benedetto Lorenzelli (1914–1915)
- Gaetano Bisleti (1915–1937)
- Giuseppe Pizzardo (1939–1968)
- Gabriel-Marie Garrone (1968–1980)
- William Wakefield Baum (1980–1990)
- Pio Laghi (proprefekt 1990–1991, prefekt 1991–1999)
- Zenon Grocholewski (1999 - 2015)
- Giuseppe Versaldi (2015-2022)